# Âncora
Âncora es una freguesia portuguesa del municipio de Caminha, distrito de Viana do Castelo.

## Demografía
| Gráfica de evolución demográfica de Âncora entre 1864 y 2021 |
|                                                              |
| Datos según el nomenclátor publicado por el INE portugués.   |